# Mogila (Macedónia)
Mogila az azonos nevű község székhelye Észak-Macedóniában.

## Népesség
Mogilának 2002-ben 1 526 lakosa volt, akik főleg macedónok.
Mogila községnek 2002-ben 6 710 lakosa volt, melyből 6 432 macedón (95,9%), 229 török, 49 egyéb.

## A községhez tartozó települések
- Mogila
- Alinci (Mogila)
- Beranci
- Budakovo (Mogila)
- Vasarejca
- Gornya Csarlija
- Donya Csarlija
- Dedebalci
- Dobrusevo
- Donyi Szrpci
- Izvanyevci
- Loznani
- Mojno
- Muszinci
- Novoszelyani (Mogila)
- Nospal
- Podino
- Puturusz
- Radobor
- Szveti Todori
- Trap (Mogila)
- Trnovci (Mogila)
- Crnicsani (Mogila)